# 그룬딕
그룬딕(Grundig)은 독일의 가전기기 제조사이다. 터키의 백색가전 제조사 코치 홀딩이 소유하고 있다. 이 기업은 국내 가전제품과 개인케어제품들을 개발했다.
처음에 독일의 가전기기 기업이었으며 1945년 막스 그룬디히에 의해 설립되었고 뉘른베르크에 본사를 두었다. 20세기 중 이후 10년 간은 유럽에서 주도적인 라디오, TV, 녹화기, 기타 전자제품 제조사들 중 하나가 되었다. 1970년대에 필립스가 그룬딕의 AG 지분을 인수하기 시작하면서 1993년 온전한 통제를 하기에 이르렀다. 1998년, 필립스는 그룬딕을 처분했다. 2007년, 코치 홀딩은 그룬딕을 인수하였다.